# Peter Hackenberg
Peter Hackenberg (* 6. Februar 1989 in Eutin) ist ein ehemaliger deutscher Fußballspieler und Unternehmer.

## Karriere
Der 1,96 Meter große Innenverteidiger spielte in seiner Jugendzeit beim TSV Plön, bevor er in die Jugendabteilung des FC Energie Cottbus wechselte, wo er Leistungsträger war und auch einen Profivertrag bekam, jedoch kein Spiel bestritt. Daraufhin wechselte Hackenberg zur Saison 2010/11 zu Wacker Burghausen.
Am 30. Juni 2011 unterschrieb er einen Zweijahresvertrag beim 1. FC Magdeburg für die Regionalliga Nord. Im Oktober 2011 wurde er vom neuen Trainer Ronny Thielemann als Nachfolger von Daniel Bauer zum Kapitän ernannt. In der Folgesaison wurde er durch Marco Kurth abgelöst.
Hackenberg wechselte zur Saison 2013/14 zu Alemannia Aachen.
Gemeinsam mit Frederic Löhe und Bastian Müller wurde Peter Hackenberg im Dezember 2015 suspendiert und freigestellt. Am 27. Januar 2016 wurde sein Wechsel zum belgischen Zweitligisten KAS Eupen bekannt.
Nach seinem Wechsel in die belgische 2. Division stand er in den restlichen 11 Saisonspielen jeweils in der Startformation und konnte durch seine stabilen Leistungen mit Eupen 8 Siege, 2 Unentschieden und eine Niederlage einfahren, der Grundstein zum Aufstieg in die erste Liga. Durch den Lizenzentzug von White Star Brüssel stieg Hackenberg mit KAS Eupen als Tabellenzweiter in der höchsten Spielklasse Belgiens auf. Dort absolvierte er in der Saison 2016/17 weitere 20 Erstligaspiele für Eupen.
In der Winterpause 2017/18 kehrte er zur Alemannia aus Aachen zurück. Seit Anfang September 2019 gehört er außerdem zum Scoutingteam der KAS Eupen und sichtet Spieler und verheißungsvolle Talente für den belgischen Erstligisten.
Mit dem Ende der Spielzeit 2021/2022 beendete Peter Hackenberg seine aktive Laufbahn.
Nachdem er seine sportliche Laufbahn beendet hatte, wurde er der erste Repräsentant in der Geschichte von Alemannia Aachen.

## Erfolge
- Sachsen-Anhalt-Pokal-Sieger: 2013
- Mittelrheinpokal-Sieger: 2019